# Eating Out: The Open Weekend
Eating Out: The Open Weekend là một bộ phim hài tình dục của Mỹ năm 2011 và là phần thứ năm và cũng là phần cuối cùng trong loạt phim Eating Out. Phim do Q. Allan Brocka đạo diễn, người đồng viết kịch bản với Phillip J. Bartell. Nó đã được phát hành trên DVD tại Hoa Kỳ vào ngày 20 tháng 3 năm 2012.
Chỉ có Rebekah Kochan đã xuất hiện trong cả năm bộ phim, với Mink Stole được giới thiệu trong Eat Out 2: Sloppy Seconds và xuất hiện trong mọi bộ phim tiếp theo.

## Nội dung
Zack (Chris Salvatore) và bạn trai mới Benji (Aaron Milo) đang đi nghỉ tại một khu nghỉ mát dành cho nam giới ở Palm Springs, California, với người bạn của họ là Lily (Harmony Santana). Trước sự cuồng nhiệt thực sự của những người đàn ông sẵn có chắc chắn đang chờ họ đến, Benji đã đề xuất rằng anh và Zack công khai mối quan hệ của họ, chỉ vào cuối tuần. Anh chưa sẵn sàng để giới hạn bản thân về tình dục và giải thích rằng đây sẽ là một cách tốt để họ khám phá cùng nhau. Zack không mấy hào hứng với ý tưởng này, nhưng anh mong muốn giữ cho Benji hạnh phúc và sau tất cả, anh cũng thích tình dục. Cùng lúc đó, người yêu cũ của Zack, Casey (Daniel Skelton), đang tìm đường đến cùng một khu nghỉ dưỡng với cô bạn học cùng nghề, Penny (Lilach Mendelovich).  Biết rằng Zack sẽ ở đó với bạn trai mới của mình, Casey ngay lập tức đi vào trạng thái hoảng sợ, tuyển dụng người bạn mới của mình, Peter (Michael Vara), làm bạn trai giả vờ của mình vào cuối tuần, chứng minh cho Zack thấy rằng anh không gặp khó khăn gì khi tiếp tục mối quan hệ của họ. Tuy nhiên, không bao lâu nữa mọi kế hoạch trở nên tồi tệ, và Benji bắt đầu để mắt đến Peter, trong khi Zack nhận ra rằng anh có thể không hơn Casey như anh nghĩ. Với việc các chàng trai đồng tính đính hôn, Lily và Penny sớm bị khóa trong cuộc chiến vì sự chú ý của Luis, người phục vụ rượu gợi cảm của khu nghỉ mát, người cũng là người đàn ông thẳng duy nhất trong tầm ngắm.

## Diễn viên
- Chris Salvatore vai Zack Christopher
- Daniel Skelton vai Casey
- Aaron Milo vai Benji Aaron
- Lilach Mendelovich vai Penny
- Harmony Santana vai Lilly Veracruz
- Michael Vara vai Peter
- Alvaro Orlando vai Luis
- Jennifer Elise Cox vai hotel clerk
- Ralph Cole Jr. vai Jerry
- Mink Stole vai Aunt Helen
- Rebekah Kochan vai Tiffani von der Sloot
- Chris Puckett vai Congressman Piel